# Johann Heinrich Voss
Johann Heinrich Voss (tysk stavning: Voß) född den 20 februari 1751 i Sommerstorf nära Waren, död den 29 mars 1826 i Heidelberg, var en tysk poet och översättare.

## Biografi
Voss var professor i Heidelberg från 1805. Han skrev idyller på hexameter och realistiska samtidsskildringar.
Det är dock framför allt som översättare av Homeros (Iliaden och Odyssén) till tyska, som Voss är känd, översättningar som blev viktiga för den tyska romantikens antikuppfattning. Han översatte även andra klassiker som Vergilius, Hesiodos, Theokritos, Bion och Shakespeare.